# Sela, Osilnica
Sela so naselje v Občini Osilnica.